# 昂塞维尔
昂塞维尔（法語：Ancerville，法語發音：[ɑ̃sɛʁvil]）是法国默兹省的一个市镇，属于巴勒迪克区。

## 地理
昂塞维尔（48°38'9"N, 5°1'11"E）面积21.58 平方千米，位于法国大東部大區默兹省，该省份为法国西北部内陆省份，北与比利时接壤，西接马恩省和阿登省，南至上马恩省和孚日省，东临默尔特-摩泽尔省。
与昂塞维尔接壤的市镇（或旧市镇、城区）包括：贝唐库尔拉费雷、沙穆耶、尚斯奈、马恩河畔罗什、聖迪濟耶、库桑斯莱福日、吕欧诺南、索姆洛讷。

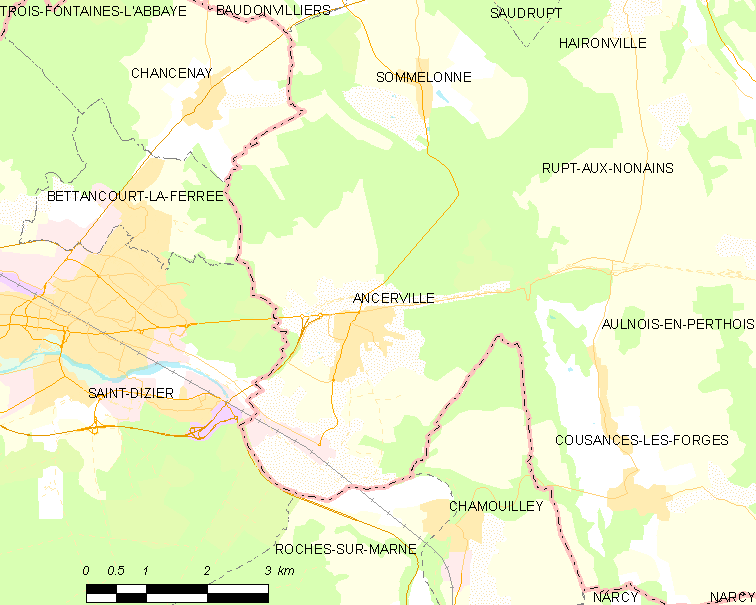
昂塞维尔的OSM定位图

昂塞维尔的时区为UTC+01:00、UTC+02:00（夏令时）。

## 行政
昂塞维尔的邮政编码为55170，INSEE市镇编码为55010。

## 政治
昂塞维尔所属的省级选区为昂塞维尔县。

## 人口

1962-2008年间昂塞维尔人口变化图示

昂塞维尔于2022年1月1日时的人口数量为2583人。